# Susan Hallowell
Pour les articles homonymes, voir Hallowell.
Susan Maria Hallowell, née à Bangor (Maine) le 25 août 1835 et morte à Wellesley (Massachusetts) le 15 décembre 1911, est une botaniste américaine et professeur de botanique au Wellesley College.

## Biographie
Hallowell commence une carrière d'enseignante dès qu'elle obtient son diplôme du Colby College. Elle est une pionnière dans l'enseignement supérieur pour les femmes.
Elle est la première femme à être admise aux conférences et laboratoires de botanique de l'Université de Berlin, bien que cela n'ait pas été réalisé avec facilité, car en arrivant en Europe, elle constate que les universités du continent sont fermées aux femmes.
Elle enseigne au Bangor High School, à Bangor, pendant plus de 20 ans, tout en poursuivant sa propre éducation pendant son temps libre. Afin d'approfondir ses connaissances, elle travaille dans les laboratoires de Boston des botanistes Asa Gray et Louis Agassiz,.

### Wellesley College

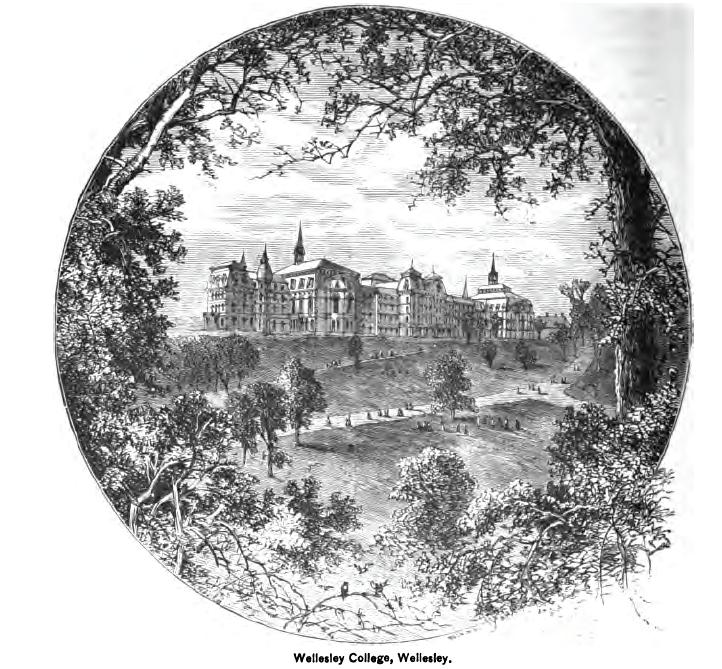
Wellesley College en 1881.

En 1875, Henry Durant, fondateur du Wellesley College, se familiarise avec les travaux de Hallowell dans les laboratoires Gray et Agassiz. Il la nomme à la tête du département d'Histoire Naturelle, qu'elle divise ensuite en départements de zoologie et de botanique,.
Hallowel forme le département de Botanique d'origine et devient le premier président et professeur de botanique en 1877,. Les nombreux cours qu'elle développe, ont rarement changé de format, ne nécessitant que des mises à jour à la suite des nouvelles découvertes scientifiques dans le domaine. Elle constitue une bibliothèque sur la botanique qui, à l'époque, n'était surpassée aux États-Unis que par celles des meilleures universités.
Entre 1887 et 1888, elle se rend en Allemagne étudier auprès de Leopold Kny (en), et visite plusieurs jardins du pays (Dresde, Leipzig, Munich).
On dit qu'elle « cultivait ses disciples », invitant son élève Margaret Clay Ferguson de la classe de 1891 à se spécialiser en botanique ; elle lui donne un poste d'enseignant en 1894 et la nomme au poste de responsable du département de botanique en 1904. Ferguson supervise ensuite la création de l'arboretum et du jardin botanique ainsi que le complexe des serres en 1925, nommées aujourd'hui Margaret C. Ferguson Greenhouses,,.
En 1902, alors que Hallowell a 67 ans, elle prend sa retraite de son poste de professeur. À partir de ce moment, elle est professeure émérite de botanique à Wellesey.
Susan Hallowell était membre de la Torrey Botanical Society, qui a contribué à la fondation du jardin botanique de New York.
Morte en 1911, elle est enterrée au cimetière de Mount Hope,.